# Versammlungsverbot

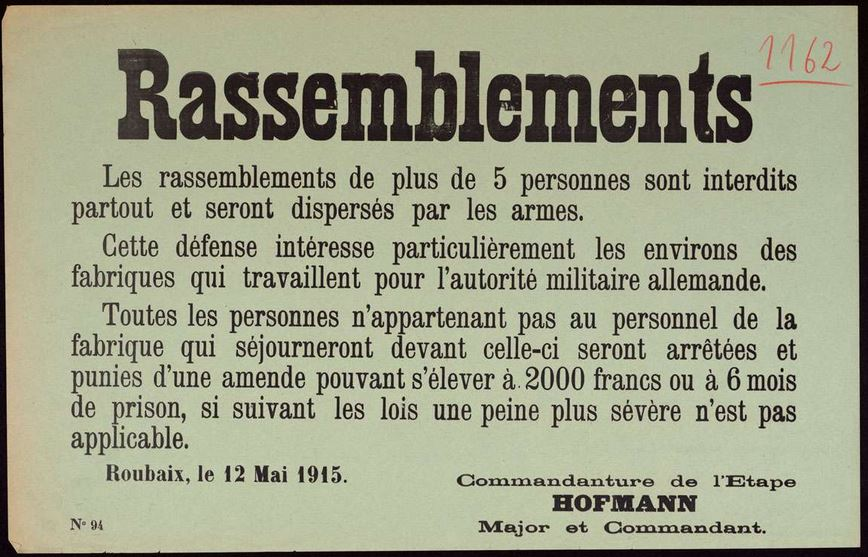
Versammlungsverbot in Roubaix, Frankreich, 12. Mai 1915

Ein Versammlungsverbot bezeichnet eine gesetzlich, gerichtlich oder polizeilich angeordnete Maßnahme, die die Untersagung einer Versammlung zum Ziel hat.

## Deutschland
Artikel 8 des Grundgesetzes für die Bundesrepublik Deutschland gewährt allen Deutschen das Recht, sich ohne Anmeldung oder Erlaubnis friedlich und ohne Waffen zu versammeln. Für Versammlungen unter freiem Himmel kann das Versammlungsrecht durch Gesetz oder auf Grund eines Gesetzes beschränkt werden (Art. 8 Abs. 1, Abs. 2 GG). Die Einschränkung der Versammlungsfreiheit unterliegt insoweit dem Gesetzesvorbehalt. Versammlungen in geschlossenen Räumen dürfen nur durch kollidierendes Verfassungsrecht (verfassungsimmanente Schranke) beschränkt werden.

### Versammlungsrecht
Gemäß § 5 Nr. 1–4 des Versammlungsgesetzes (VersG) kann die Abhaltung einer öffentlichen Versammlung in geschlossenen Räumen nur im Einzelfall und nur dann verboten werden, wenn dem Veranstalter gem. § 1 Abs. 2 VersG aus Gründen des Verfassungsschutzes ausnahmsweise kein Versammlungsrecht zusteht, wenn der Veranstalter oder Leiter der Versammlung Teilnehmern Zutritt gewährt, die Waffen oder sonstige gefährliche Gegenstände mit sich führen und der begründete Verdacht auf einen feindseligen, aufrührerischen und bewaffneten Zusammenschluss besteht.
Gemäß § 15 Abs. 1 VersG kann eine Versammlung unter freiem Himmel verboten oder von bestimmten Auflagen abhängig gemacht werden, wenn nach den zur Zeit des Erlasses der Verfügung erkennbaren Umständen die öffentliche Sicherheit oder Ordnung bei Durchführung der Versammlung oder des Aufzuges unmittelbar gefährdet ist. Hierbei ist nahezu allgemein anerkannt, dass das Grundrecht nach Art. 8 Abs. 1  GG nicht allein wegen eines Verstoßes gegen die öffentliche Ordnung eingeschränkt werden darf, da ansonsten allzu leicht die Verbreitung missliebiger Ansichten verhindert werden könnte. Auch wenn die Mehrheit der Bevölkerung beispielsweise nicht mit rechtsextremen Ansichten übereinstimmt, ist die freie Meinungsäußerung im Rahmen der Verfassung gewährleistet.

### Verhältnis zum Infektionsschutzrecht
Ob es mit Bedeutung und Tragweite des Art. 8 GG unter bestimmten Voraussetzungen vereinbar sein kann, präventiv ein Versammlungsverbot durch Allgemeinverfügung für eine prinzipiell unbestimmte Vielzahl von Versammlungen in einem Stadtgebiet zu erlassen, die mit Aufrufen zu „Montagsspaziergängen“ oder „Spaziergängen“ im Zusammenhang stehen, ist eine verfassungsrechtlich offene Frage.
Der Bayerische Verwaltungsgerichtshof ging bei der summarischen Prüfung am 19. Januar 2022 davon aus, „dass vieles dafür spricht, dass Versammlungsverbote auf der Grundlage von Art. 15 Abs. 1 des Bayerischen Versammlungsgesetzes auch durch die aktuell geltenden Regelungen des Infektionsschutzgesetzes (IfSG) nicht ausgeschlossen sind. § 28a Abs. 1 Nr. 10 i.V.m. Abs. 7 Satz 1 i.V.m. Abs. 8 Satz 1 letzter Halbsatz Nr. 3 IfSG ist so auszulegen, dass Versammlungsverbote nicht allein deswegen erlassen werden dürfen, weil jede Versammlung zwangsläufig zu infektionsschutzrechtlich unerwünschten Kontakten führt. Die Regelungen stehen jedoch Versammlungsverboten im Einzelfall nicht entgegen, wenn eine konkrete Gefahrenprognose ergibt, dass bei Durchführung der Versammlung die öffentliche Sicherheit oder Ordnung durch absehbare Infektionen mit dem SARS-CoV-2-Virus unmittelbar gefährdet ist und sich diese Gefahr nicht durch Beschränkungen im Sinne von § 28a Abs. 7 Satz 1 IfSG auf ein vertretbares Maß reduzieren lässt.“
Nach Ansicht des VG Stuttgart darf ein präventives Versammlungsverbot in Gestalt einer Allgemeinverfügung, welches auch friedliche Versammlungen erfasst, dagegen nur unter den Voraussetzungen des polizeilichen Notstands erlassen werden.